# Le Château de Barbe-Bleue (film, 1964)
Pour plus de détails, voir Fiche technique et Distribution.
Le Château de Barbe-Bleue (Herzog Blaubarts Burg) est un téléfilm allemand inspiré par l'opéra de Béla Bartók du même titre, réalisé par Michael Powell et sorti en 1963.

## Fiche technique
- Titre original : Herzog Blaubarts Burg
- Titre français : Le Château de Barbe-Bleue
- Réalisation : Michael Powell
- Direction artistique : Gerd Krauss
- Costumes : Helga Pinnow-Stadelmann
- Photographie : Hannes Staudinger
- Son : Karl Wohlleitner
- Montage : Paula Dvorak
- Musique : Béla Bartók
- Livret : Wilhelm Ziegler, d'après le livret original de Béla Balázs
- Direction musicale : Milan Horvat, orchestre philharmonique de Zagreb
- Production : Norman Foster
- Société de production : Norman Foster Productions, Süddeutscher Rundfunk
- Pays d’origine :  Allemagne de l'Ouest
- Langue originale : allemand
- Format : couleur (Technicolor) — 35 mm — son Mono
- Genre : drame
- Durée : 60 minutes
- Dates de sortie : Allemagne : 15 décembre 1963

## Distribution
- Norman Foster : Barbe-Bleue
- Ana Raquel Satre : Judith